# الوطاة (جبلة)

تعديل مصدري - تعديل

الوطاة محلة تابعة لقرية الزواحل، التابعة لعزلة الربادي بمديرية جبلة إحدى مديريات محافظة إب في الجمهورية اليمنية، بلغ تعداد سكانها 77 حسب تعداد اليمن لعام 2004.